# José Moacyr Vianna Coutinho
José Moacyr Vianna Coutinho (Mogi das Cruzes, 4 de abril de 1924— 25 de junho de 2021) foi um geólogo, pesquisador e professor universitário brasileiro.
Comendador da Ordem Nacional do Mérito Científico, membro titular da Academia Brasileira de Ciências na área de Ciências da Terra desde 26 de março de 1974, foi consultor do IPT e professor sênior do Instituto de Geociências da Universidade de São Paulo.

## Biografia
José nasceu em 1924, em Mogi das Cruzes. Seu pai, Ulysses, que fez breve carreira como político e criminalista, descende de um militar português expatriado durante perseguições políticas do século XIX que se fixou em Avaré como fazendeiro e político. Sua mãe, Nancy, era filha de Cristiano Vianna, empresário paulista que adquiriu, na década de 30, a Fazenda Rodeio nas fraldas da Serra do Itapeti, Mogi das Cruzes. José e seus nove irmãos cresceram entre as fazendas, sítios e chácaras de seus avós e pais, onde seu gosto pela natureza e pela geologia brotaram.

## Carreira
Na capital paulista, estudou no Colégio São Luiz e cursou pré-universitários onde não obteve as melhores notas. A dificuldade com as ciências exatas tornou os cursos bastante difíceis. Em 1943, ingressou no então curso de História Natural da Faculdade de Filosofia, Ciências e Letras da Universidade de São Paulo. Em 1945, o professor Rui Ribeiro Franco o convidou a ingressar como assistente no Departamento de Mineralogia e Petrologia da mesma instituição. Sob sua orientação, desenvolveu um doutorado, defendido em 1951.
Cursou especialização pela Universidade da Califórnia em Berkeley entre 1952 e 1953, onde obteve proficiência em pesquisas e técnicas petrográficas para exame de paragêneses minerais em rochas ígneas e metamórficas. Como professor associado, pode trabalhar na Universidade da Geórgia. No Instituto Gemológico da América, permaneceu seis meses trabalhando com novas técnicas de exame de diamantes e pedras coradas e transferi-las para laboratório brasileiro.
No final da década de 1950, junto de outros persquisadores, como Josué Camargo Mendes, ajudou a criar o curso de geologia da USP e foi um dos responsáveis pelo estabelecimento do atual Instituto de Geociências, com a reforma universitária dos anos 1960. Em 1963 defendeu tese de livre-docência (“O gnaisse alcalino da Serra do Matola”, 1963) e defendeu a cátedra em 1968, (“Petrologia do Pré-cambriano em São Paulo e Arredores”).
José Moacyr publicou mais de 120 trabalhos em periódicos nacionais e estrangeiros, além de participações em dezenas de congressos, simpósios e reuniões internacionais. É membro titular da subcomissão de sistemática das rochas metamórficas da International Union of Geological Sciences (IUGS).
Aposentou-se da USP em 1978, trabalhou como professor visitante da Universidade de Campinas e foi consultor do Instituto de Pesquisas Tecnológicas (IPT).

## Morte
José Moacyr morreu em 26 de junho de 2021, em São Paulo, devido a uma insuficiência respiratória. Ele foi velado e cremado no domingo, 27 de junho, no Cemitério e Crematório Horto da Paz, em Itapecerica da Serra.

## Vida pessoal
José Moacyr foi casado com uma bióloga, Lila Coutinho, pai de quatro filhos: do empresário Mauro, da cartunista Laerte, da fotógrafa Helena e da socióloga Marília.